# 若い読者のための短編小説案内
『若い読者のための短編小説案内』（わかいどくしゃのためのたんぺんしょうせつあんない）は、村上春樹の読書案内書。
1997年10月8日、文藝春秋より刊行された。装丁は渡辺和雄。本書は、同社のPR誌『本の話』（1996年1月号 - 1997年2月号）に連載された文章をまとめたものである。2004年10月8日、文春文庫として文庫化された。2015年11月21日、電子書籍版が配信開始される。
第三の新人を中心に6人の作家の各1作品を取り上げて論じている。本書の元になっているものは村上がプリンストン大学とタフツ大学で行った「授業（らしきもの）」、および帰国後に文藝春秋社で1年間にわたって定期的に行ったディスカッションである。文章がしゃべり言葉であるのはそのため。付録の「読書の手引き」を作成したのは、文藝春秋出版部の社員。

## 取り上げている作品
- 吉行淳之介 『水の畔り』
- 小島信夫 『馬』
- 安岡章太郎 『ガラスの靴』
- 庄野潤三 『静物』
- 丸谷才一 『樹影譚』
- 長谷川四郎 『阿久正の話』

## 備考
- 文庫化に際し、「僕にとっての短編小説」と題する序文が付された。また、丸谷才一の『樹影譚』の項に注記が付された[5]。
- 村上は本書の冒頭で「これは文学評論ではありません。（中略）手前勝手な『私的な読書案内』みたいなものになるのではないかと思います」と述べている[6]。
- プリンストン大学では、サブテキストとして江藤淳の『成熟と喪失』を学生たちと共に読んだという[7]。